# كيلي فلين (سياسي)
كيلي فلين (بالإنجليزية: Kelly Flynn)‏ هو سياسي أمريكي، ولد في 4 أكتوبر 1954 في تاونسند في الولايات المتحدة. حزبياً، نشط في الحزب الجمهوري. وقد انتخب عضو مجلس نواب مونتانا.